# Fred Carreiro
Helbert Frederico Carreiro da Silva, egyszerűen csak Fred (Belo Horizonte, 1979. augusztus 18. –) brazil labdarúgó, az amerikai Philadelphia Union középpályása. Öccse a szintén labdarúgó Júnior Carreiro, a D.C. Unitedben együtt is játszottak.

## Pályafutása
2007-től a D.C. Unitedben játszott, miután korábban az ausztrál Melbourne Victory-ben, valamint a brazil Tupi Futebol Clubban, az América Futebol Clube-ban és a Guarani Futebol Clube-ban szerepelt.
2014. március 20-án a Philadelphia Union bejelentette Fred visszatérését.